# Буркина Фасо на Светском првенству у атлетици на отвореном 2011.
Буркина Фасо је учествовала на 13. Светском првенству у атлетици на отвореном 2011. одржаном у Тегу од 27-4. септембра. Репрезентацију Буркине Фасо представљала су 2 такмичара (1 мушкарац и 1 жене) у 2е дисциплине (1 мушка и 1 жена). , 
На овом првенству Буркина Фасо није освојила ниједну медаљу. Није било нових националних и личних рекорда. Постигнут је један лични рекорд сезоне.

## Учесници
| Мушкарци: - Жерар Кобеане — 100 м | Жене: - Беатрис Камбуле — 100 м препоне |  |

## Резултати

### Мушкарци
| Атлетичар     | Дисциплина | Лични рекорд | Квалификације | Квалификације | Група    | Група    | Полуфинале           | Полуфинале           | Финале               | Финале       | Детаљи |
| Атлетичар     | Дисциплина | Лични рекорд | Резултат      | Место         | Резултат | Место    | Резултат             | Место                | Резултат             | Место        | Детаљи |
| ------------- | ---------- | ------------ | ------------- | ------------- | -------- | -------- | -------------------- | -------------------- | -------------------- | ------------ | ------ |
| Жерар Кобеане | 100 м      | 10,45        | 10,46         | 1 у гр 3 КВ   | 10,59    | 7 у гр 4 | Није се квалификовао | Није се квалификовао | Није се квалификовао | 39 / 71 (75) |        |

### Жене
| Атлетичар       | Дисциплина    | Лични рекорд | Квалификације | Квалификације | Полуфинале            | Полуфинале            | Финале                | Финале       | Детаљи |
| Атлетичар       | Дисциплина    | Лични рекорд | Резултат      | Место         | Резултат              | Место                 | Резултат              | Место        | Детаљи |
| --------------- | ------------- | ------------ | ------------- | ------------- | --------------------- | --------------------- | --------------------- | ------------ | ------ |
| Беатрис Камбуле | 100 м препоне | 13,67 НР     | 13,76 ЛРС     | 8. у гр. 4    | Није се квалификовала | Није се квалификовала | Није се квалификовала | 35 / 38 (39) |        |

Легенда: НР = национални рекорд, ЛР= лични рекорд, ЛРС = Најбољи лични резултат сезоне до почетка првенства, КВ = квалификован (испунио норму), кв = квалификова (према резултату)